# Saint Andrew (St. Vincent und die Grenadinen)

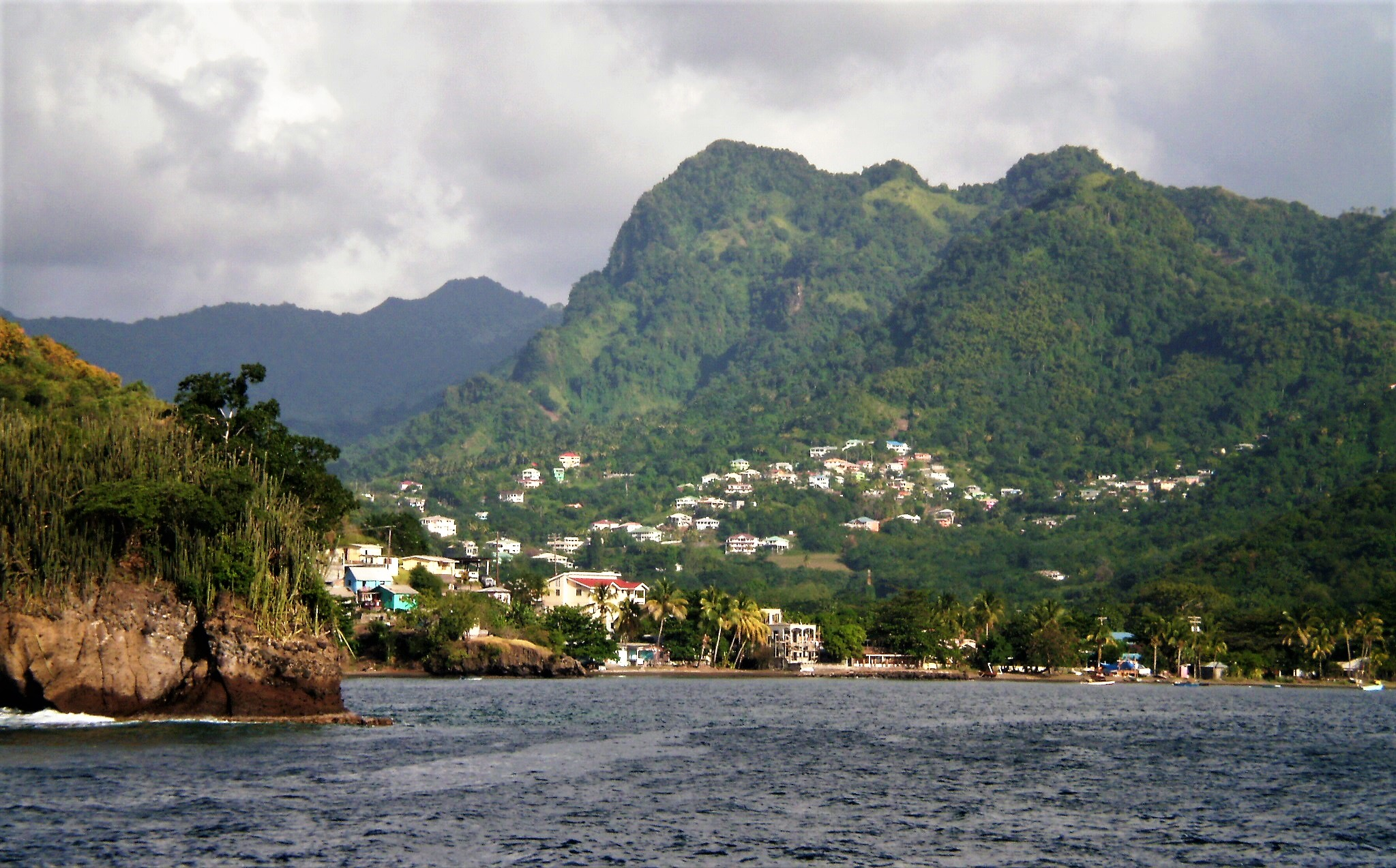
Der Hauptort Layou

Saint Andrew ist ein Parish (administrative Einheit) im Inselstaat St. Vincent und die Grenadinen in der Karibik. Es ist mit 29 km² flächenmäßig das kleinste Parish auf der Insel St. Vincent. Der Hauptort ist Layou.

## Geographie
Das Parish liegt im Südwesten der Insel St. Vincent und wird im Südwesten vom Meer begrenzt. Im Norden grenzt das Parish St. Patrick an, im Osten das Parish Charlotte und im Osten und Süden das Parish Saint George. Im Südwesten grenzt das Parish auch an das Stadtgebiet von Kingstown.

## Orte
Teilorte des Parish Saint Andrew:
- Buccament
- Campden Park (⊙)
- Chauncey (⊙)
- Clare Valley (⊙)
- Dubois (⊙)
- Edinboro (⊙)
- Francois (⊙)
- Liberty Lodge (⊙)
- Montrose (⊙)
- Pembroke (⊙)
- Questelles (⊙)
- Redemption (⊙)
- Vermont (⊙)